# Diaphlebia angustipennis
Diaphlebia angustipennis är en trollsländeart som först beskrevs av Selys 1854.  Diaphlebia angustipennis ingår i släktet Diaphlebia och familjen flodtrollsländor. IUCN kategoriserar arten globalt som livskraftig. Inga underarter finns listade i Catalogue of Life.